# Popești (okręg Vâlcea)
Popești – wieś w Rumunii, w okręgu Vâlcea, w gminie Fârtățești. W 2011 roku liczyła 239 mieszkańców.